# Hans Sachs (Staatsanwalt)
Hans Sachs (* 26. Februar 1912 in Augsburg; † 20. Juni 1993 in Berlin) war ein deutscher Jurist und Oberstaatsanwalt in Nürnberg, der durch seine Fernsehauftritte in der Sendung Was bin ich? bundesweit bekannt wurde. Er war der Sohn des Juristen Camille Sachs.

## Leben
Als Oberstaatsanwalt in Nürnberg war Sachs unter anderem Vorgesetzter des späteren BKA-Präsidenten Horst Herold. Er setzte sich in den 1960er Jahren dafür ein, dass bislang unbescholtene Fahrzeugführer selbst bei Trunkenheitsfahrten mit gravierenden Folgen nur Bewährungsstrafen erhielten.
Er gehörte, neben dem langjährigen Vorsitzenden Eduard Zimmermann, zu den Begründern des Opferhilfsvereins Weißer Ring.
Von 1955 bis 1989 war er Mitglied des Rateteams in Robert Lembkes Fernsehquiz Was bin ich?. Legendär wurde dabei seine Formulierung Gehe ich recht in der Annahme, dass …?. In der Sendung trug er stets eine Fliege. Das gesamte Rateteam wurde 1968 mit der Goldenen Kamera 1967 ausgezeichnet.
Sachs erhielt 1953 den Aachener Orden wider den tierischen Ernst, da er eine Schmähschrift mit Knittelversen beantwortet hatte.
Hans Sachs starb im Alter von 81 Jahren an einer schweren Krankheit. Er wurde auf dem Nürnberger Westfriedhof beerdigt.